# Bisdom Cartago (Costa Rica)
Het bisdom Cartago (Latijn: Dioecesis Carthaginensis in Costa Rica) is een rooms-katholiek bisdom met als zetel Cartago, in Costa Rica. Het bisdom is suffragaan aan het aartsbisdom San José de Costa Rica.

## Geschiedenis
Het bisdom werd opgericht op 24 mei 2005, uit delen van het aartsbisdom San José de Costa Rica en het bisdom Limón. 

## Parochies
Het bisdom had in 2021 een oppervlakte van 3.105 km2 en telde 428.751 inwoners waarvan 73,0% rooms-katholiek was.

## Bisschoppen
- José Francisco Ulloa Rojas (24 mei 2005 - 4 maart 2017 )
- Mario Enrique Quirós Quirós (4 maart 2017 - heden)

## Galerij van afbeeldingen

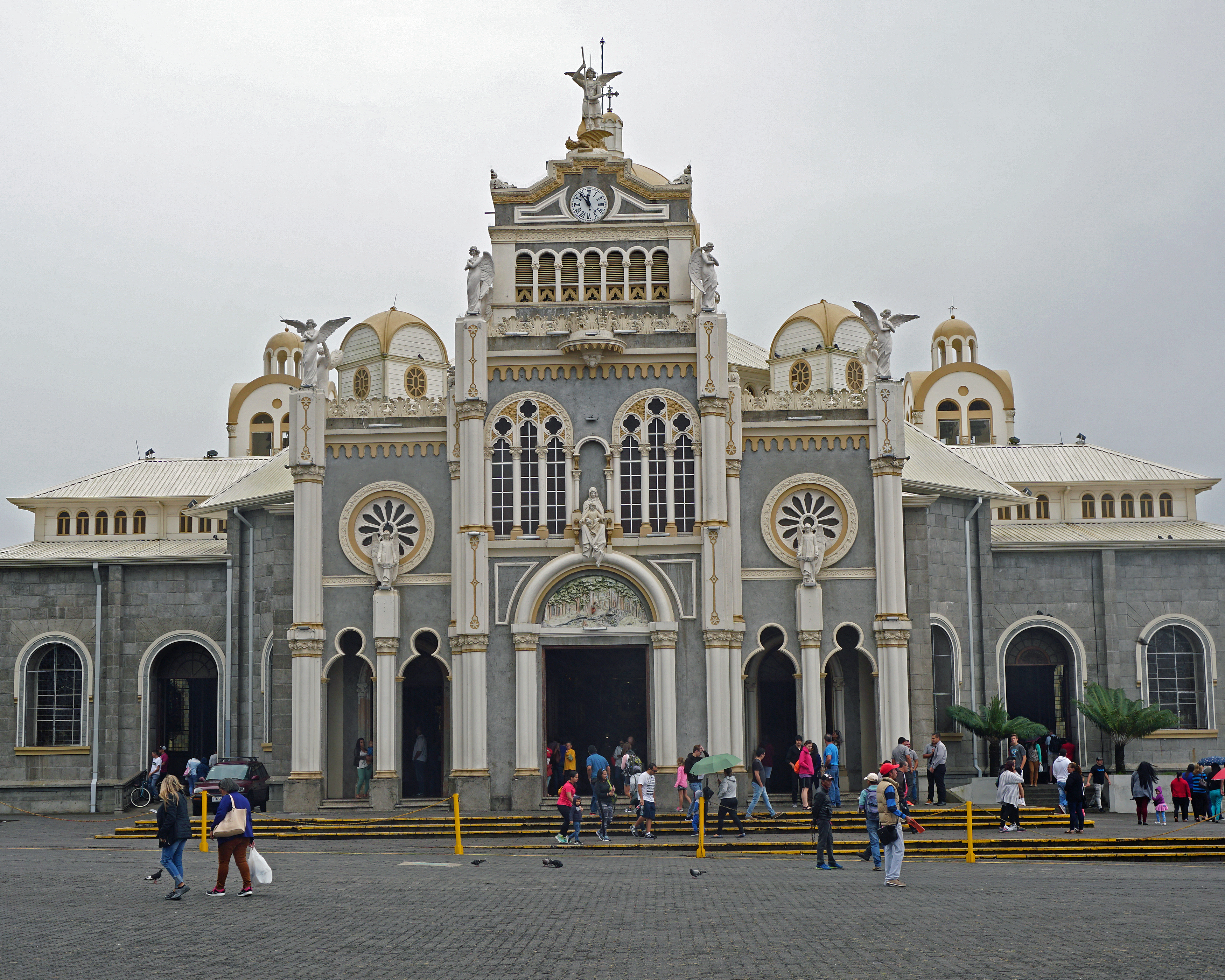
Basílica de Nuestra Señora de los Angeles, Cartago (basiliek)
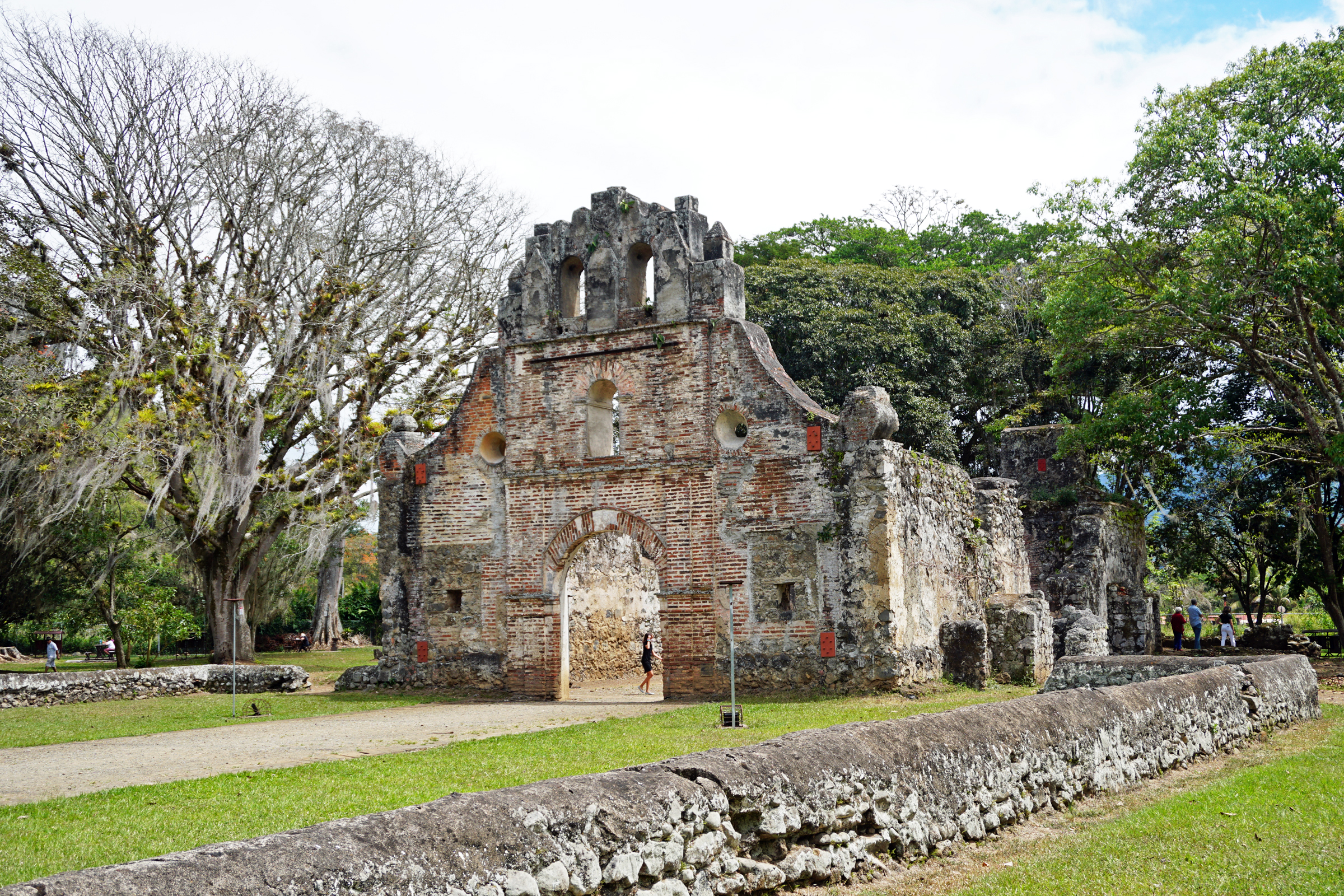
Ruines van de koloniale kerk Iglesia de Nuestra Señora de la Limpia Concepción
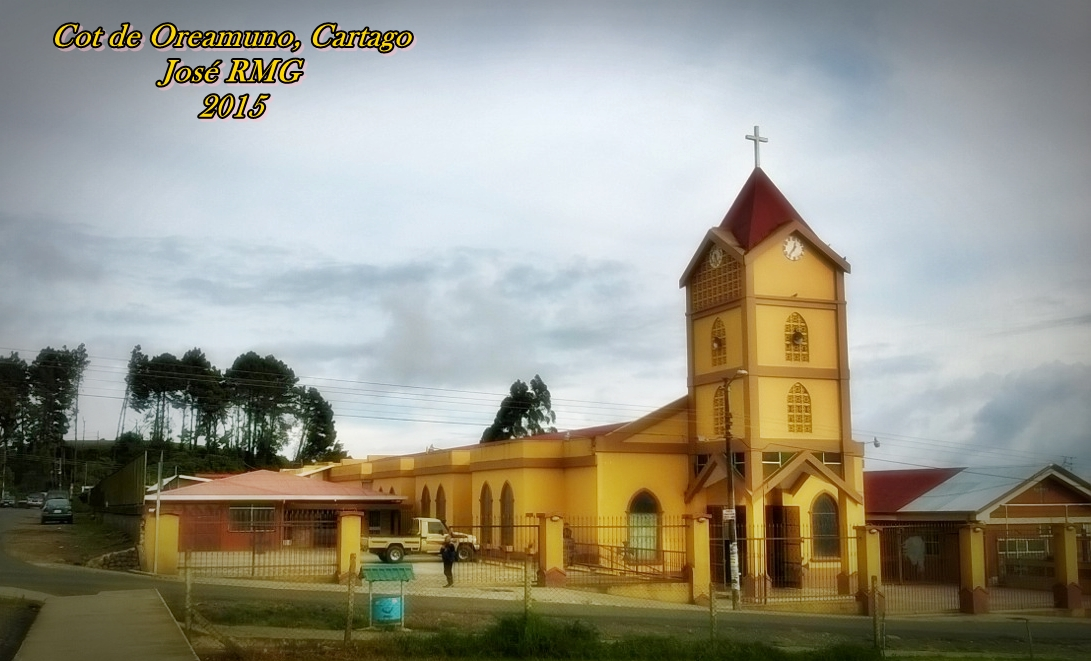
Parochiekerk van San Antonio de Padua.
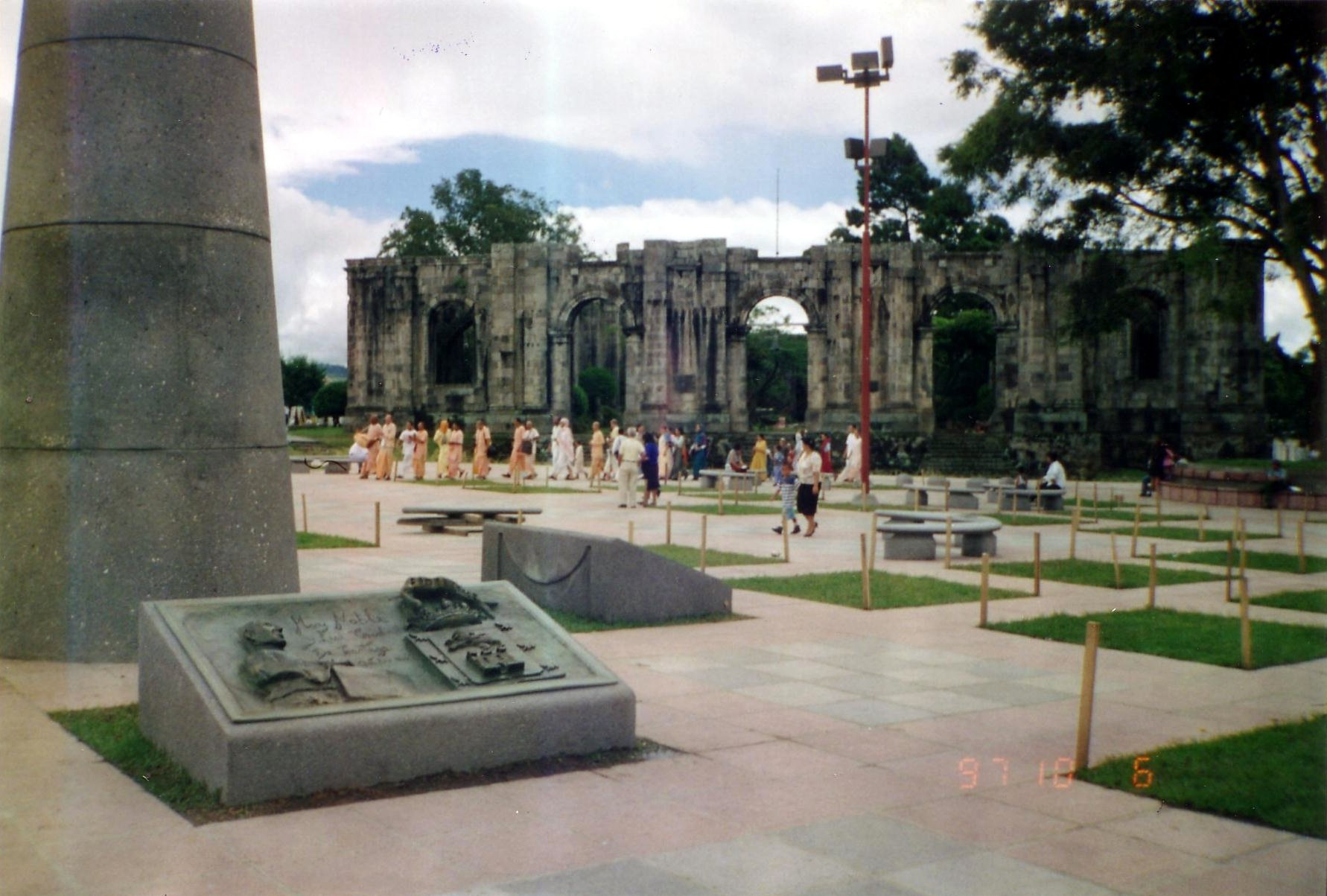
Ruines van de Santiago Apóstolkerk, wiens bouw in 1910 werd gestopt na de Santa Monica-aardbeving